# Carles Pedrell
Carlos Pedrell i Henrich (Minas (Uruguai), 16 d'octubre de 1878 - Montrouge (França), 9 de març de 1941) fou un compositor uruguaià d'origen català. És nebot del mestre Felip Pedrell.

## Biografia
Primer estudià a Barcelona i Madrid amb el seu oncle, i després a la Schola Cantorum de París, retornant el 1906 a la República Argentina, on fou successivament inspector de la música del Consell Nacional d'Educació i professor de la Universitat de Tucumán. Per encàrrec del Govern revisà l'himne nacional argentí i, entre les seves composicions, hi figura la comèdia lírica Ardid de amor, així com diversos lieder sobre texts de poetes espanyols contemporanis d'ell, que es distingeixen pel seu ambient i per la seva inspiració.
Des del 1921 va residir a França (país en què va morir), on se'l considerava com un dels compositors més interessants de l'Amèrica espanyola, executant freqüentment les seves obres les entitats i solistes de més prestigi. La crítica europea li reconegué condicions excepcionals, gaudint d'una elevadíssima consideració, per la seva sinceritat i bon gust, exempta de concessions en favor del gran públic.
La seva obra, que abraça gèneres diversos, comprèn gran nombre de peces per a cant, piano i guitarra; diversos cors i distintes obres per a instruments diversos:
- La gitana y la rosa i La danza que ruega;
- les escenes musicades Judith, Lamento, Canción de esclava i Bacanal;
- Cuento de abril, en tres actes de del Valle-Inclán;
- La guitarra, comèdia lírica en un acte de Courville, i Jugar con fuego, òpera còmica en tres actes de Batllé.[1]

Diverses obres per a cant i orquestra, entre les que hi figuren Pastorales i les següents per a orquestra:
- Una noche de Scheherazade;
- Obertura catalana;
- Fantasia argentina;
- Danza y Canción de Aixa;
- En el estrado de dona Beatriz;
- A orillas del Iguazú;
- Bajo los Almendros en flor, etc.